# Sonia Citron
Sonia Citron (* 22. Oktober 2003 in White Plains, New York) ist eine US-amerikanische Basketballspielerin der Washington Mystics aus der nordamerikanischen Profiliga Women’s National Basketball Association (WNBA).

## Karriere
Am 14. April 2025 wurde Citron im WNBA Draft 2025 an dritter Stelle von den Washington Mystics ausgewählt, für die sie seither in der nordamerikanischen Basketballprofiliga der Damen spielt.